# Isla dos Lobos
Ilha dos Lobos es una pequeña isla de 17.000 metros cuadrados (0,017 km²) en la costa atlántica de Torres, en el estado de Río Grande do Sul al sur del país suramericano de Brasil.
El nombre de la isla que en español literalmente significa «Isla de los Lobos», hace referencia a los lobos marinos (en portugués: Lobos Marinhos) que se observan comúnmente en la isla.
La isla es actualmente considerada una reserva ecológica (según el sistema brasileño de unidades de conservación) y está protegida por las leyes federales de ese país. Los visitantes no están autorizados a desembarcar sin permiso previo.
Esta isla ha sido recientemente descubierta por la comunidad surfera como un sitio con las condiciones adecuadas para practicar el surf. Es importante tener en cuenta que este deporte es ilegal, ya que la isla es un sitio protegido y todas las personas que se encuentran allí pueden recibir multas de un organismo local, el Ibama.